# Galvanismo

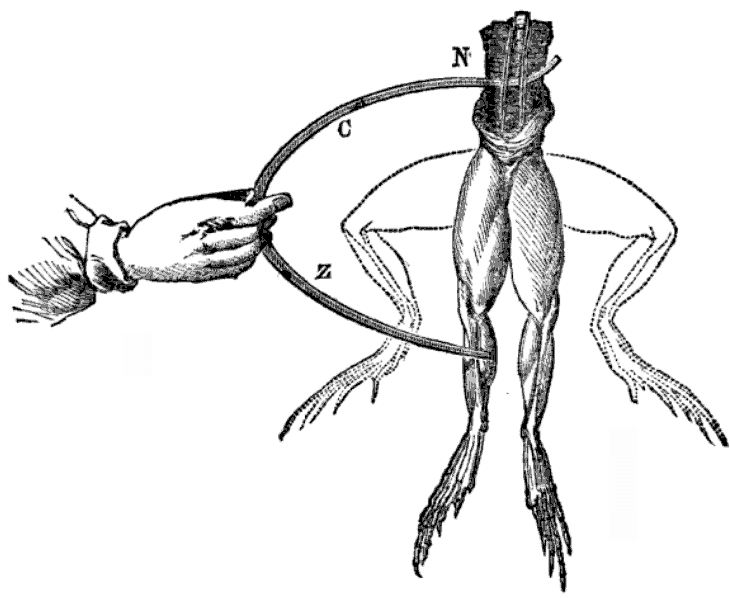
Galvanismo: eletrodos tocam um sapo e as pernas se contraem para cima

Galvanismo é um termo inventado pelo físico e químico italiano, Alessandro Volta (1745-1827), para se referir à geração de corrente elétrica por ações químicas.  O termo também passou a se referir às descobertas de seu homônimo, Luigi Galvani, se referindo à geração de corrente elétrica, dentro de organismos biológicos, e à contração/convulsão do tecido muscular, ao entrar em contato com uma corrente elétrica.  Enquanto Volta teorizou, e, depois, demonstrou que o fenómeno do "Galvanismo" era replicável com materiais inertes, Galvani pensou que a sua descoberta era uma confirmação da existência de uma "eletricidade animal", que seria uma força vital que dava vida à matéria orgânica. 

## História

### Johann Georg Sulzer

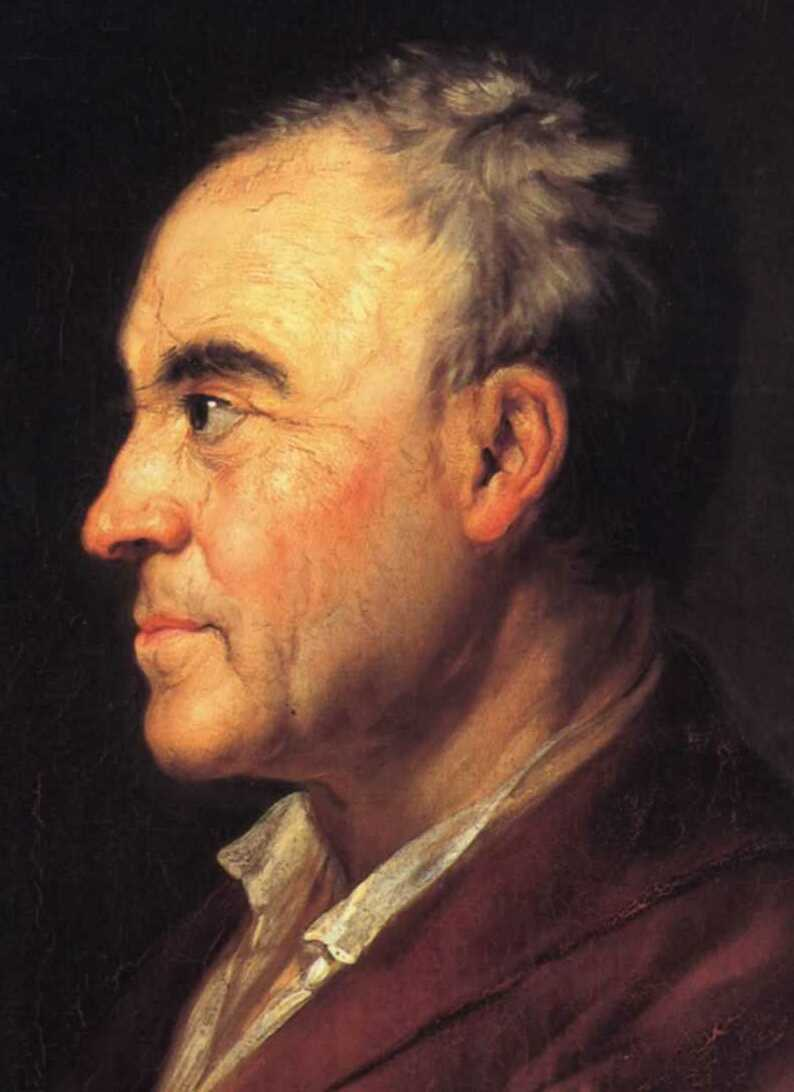
Johann Georg Sulzer

Efeitos e fenômenos galvânicos foram descritos na literatura, antes que se entendesse que eram de natureza elétrica. Em 1752, quando o matemático e físico suíço, Johann Georg Sulzer, colocou a língua entre um pedaço de chumbo, e um pedaço de prata, unidos pelas suas bordas, acabou por perceber um sabor semelhante ao do sulfato de ferro(II) . Nenhum dos metais, separadamente, produziu esse sabor. Ele percebeu que o contato entre os metais provavelmente não produzia solução de nenhum deles, em sua língua. Ele, no entanto, não percebeu que se tratava de um fenômeno elétrico.  Concluiu, então, que o contato entre os metais fazia com que suas partículas vibrassem, produzindo esse sabor, ao estimular os nervos da língua. 

Se juntarmos dois pedaços, um de chumbo, e outro de prata, para que suas duas bordas se unam, e se aproximarmos nossa língua, nós vamos sentir um gosto, bem similar ao de vitríolo de ferro [sulfato de ferro(II)], enquanto cada metal, separadamente, não dá um sabor minimamente parecido. Não é provável que, através dessa junção de dois metais, qualquer solução, ou de um, ou de outro, ocorra, e que as partículas dissolvidas penetrem a língua. Devemos concluir, então, que a junção destes metais produz em um, ou no outro, ou em ambos, uma vibração em suas partículas, e que essa vibração, que, necessariamente, afeta os nervos da língua, produz o sabor que mencionei.— Johann Georg Sulzer “Recherches sur l'origine des sentimens agréables et désagréables: Troisième partie. Des plaisirs des sens”

### Luigi Galvani

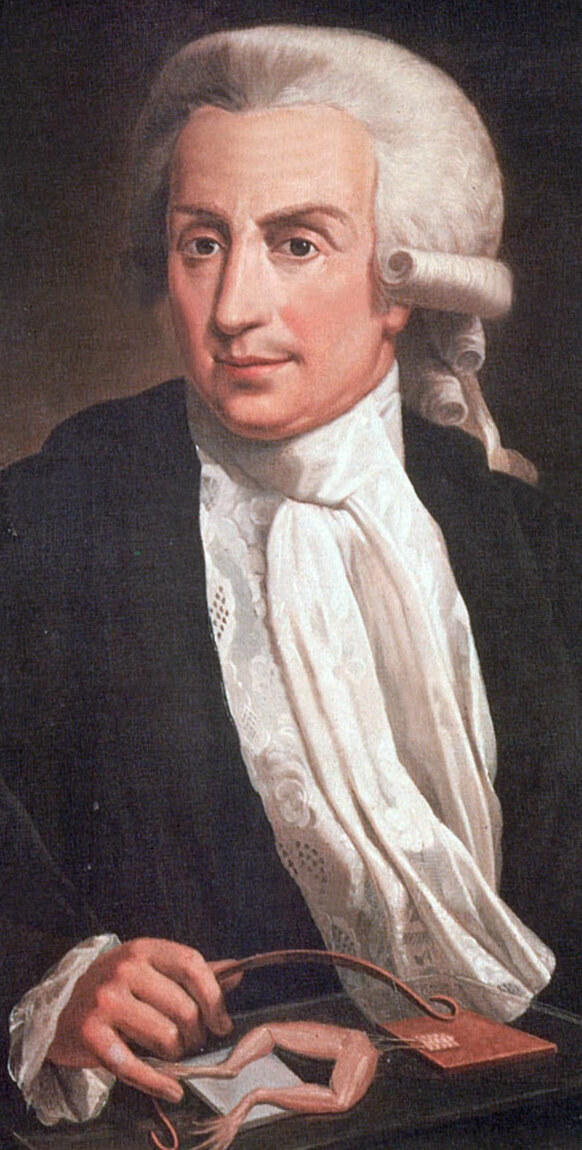
Luigi Galvani

Segundo a lenda popular, Galvani descobriu os efeitos da eletricidade no tecido muscular ao investigar um fenômeno não relacionado que exigia a esfola de rãs, nas décadas de 1780 e 1790. Alega-se que seu assistente tocou, acidentalmente, um bisturi, no nervo ciático do sapo, e isso resultou em uma faísca e na animação em suas pernas.  Isto foi baseado nas teorias de Giovanni Battista Beccaria, Felice Fontana, Leopoldo Marco Antonio Caldani e Tommaso Laghi.  Galvani estava investigando os efeitos da eletricidade atmosférica distante (relâmpagos), em pernas de sapo preparadas, quando descobriu que as pernas convulsionavam, não apenas quando um raio caía, mas também quando ele pressionou os ganchos de latão, que estavam presos à medula espinhal do sapo, na grade de ferro onde estavam suspensos.  Em seu laboratório, Galvani descobriu, mais tarde, que poderia replicar esse fenômeno ao tocar eletrodos de metal de latão conectados à medula espinhal do sapo, em uma placa de ferro. Ele concluiu que esta era a prova da “eletricidade animal”, a energia elétrica que ''animava os seres vivos''. 

### Alessandro Volta

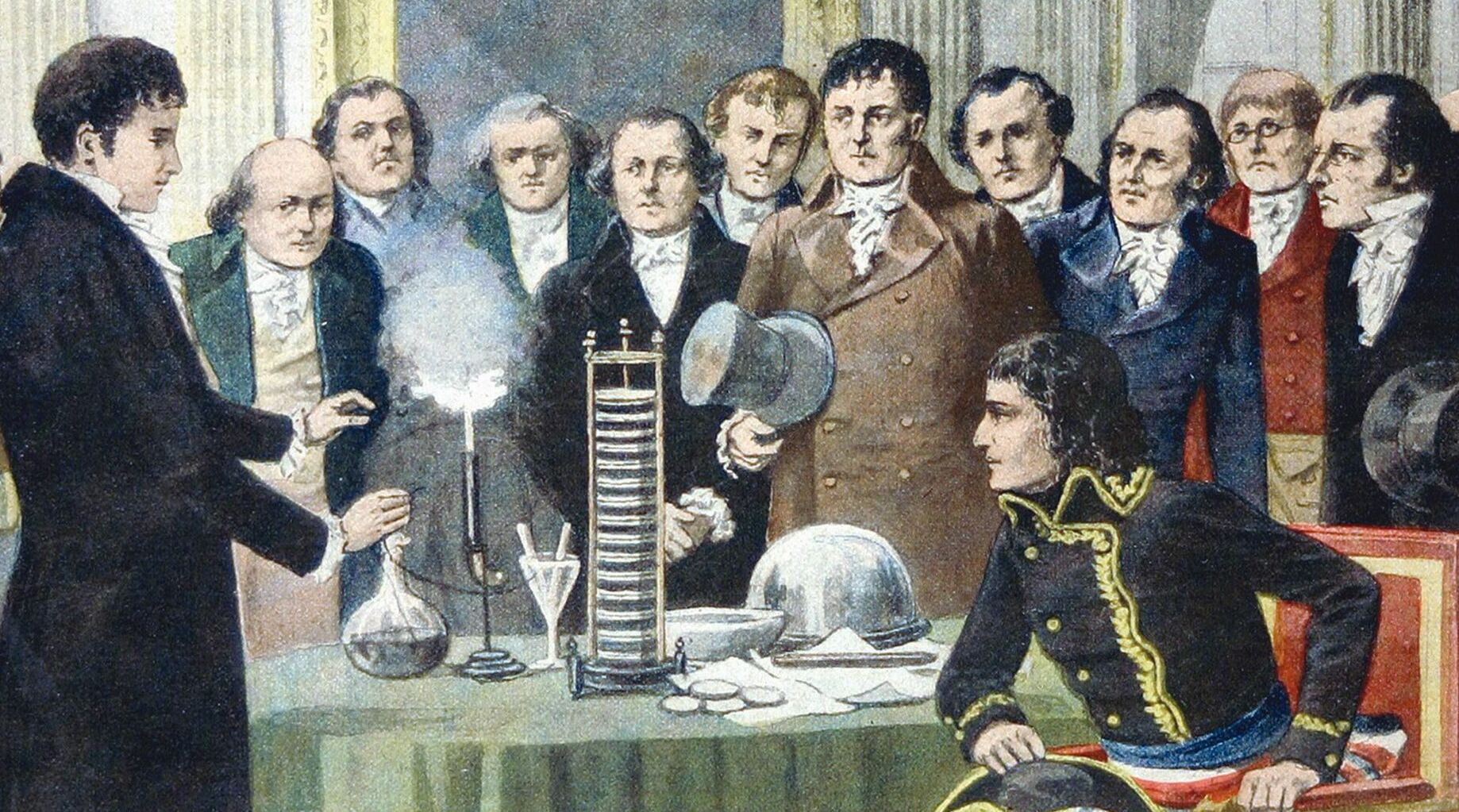
Alessandro Volta demonstra sua bateria a Napoleão.

Alessandro Volta, um físico contemporâneo, acreditava que o efeito não era explicável por qualquer força vital, mas sim pela presença de dois metais diferentes que geravam a eletricidade. Volta demonstrou sua teoria criando a primeira bateria elétrica química.  Apesar das diferenças de opinião, Volta chamou o fenômeno dessa ''geração química'' de eletricidade de "Galvanismo", em homenagem a Galvani. 